# Krzysztof Bolcewicz
Krzysztof Bolcewicz herbu Pogonia – strukczaszy wiłkomierski w latach 1761–1765.
W 1764 roku był elektorem Stanisława Augusta Poniatowskiego z powiatu wiłkomierskiego.